# Carl Weyprecht

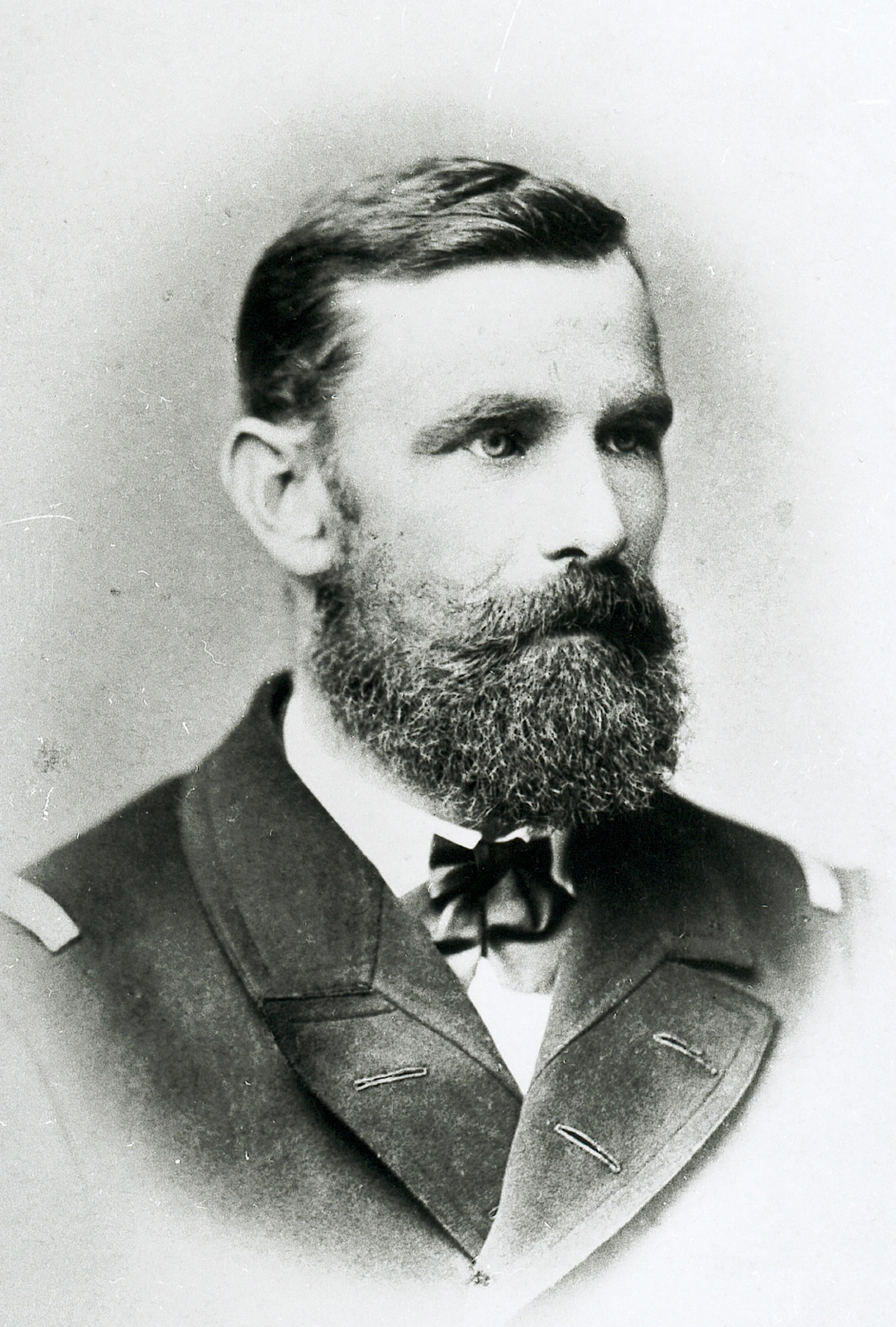
Carl Weyprecht

Carl (Karl) Georg Ludwig Wilhelm Weyprecht (* 8. September 1838 in Darmstadt, Großherzogtum Hessen; † 29. März 1881 in Michelstadt, Großherzogtum Hessen, Deutsches Reich) war Marineoffizier, Polarforscher und Geophysiker in Diensten von Österreich-Ungarn. Sein bevorzugter Wohnort war Triest.
Mit dem Kartografen Julius Payer leitete er von 1872 bis 1874 die Österreichisch-Ungarische Nordpolexpedition, bei der u. a. die arktische Inselgruppe Franz-Josef-Land entdeckt wurde. Weyprecht forderte 1875, statt zeitweiliger Polarexpeditionen dort auch längere Messreihen zu beginnen. Folgerichtig gründete er 1879 mit Georg von Neumayer die Internationale Polarkommission, deren Forschungsprojekte 1882–1883 zum ersten Internationalen Polarjahr führten.

## Leben

### Herkunft und Schulbildung
Am 8. September 1838 wurde Carl Weyprecht in Darmstadt als dritter Sohn des Hofgerichtsadvokaten Ludwig Weyprecht und dessen Ehefrau Marie Magdalene Sophie geb. Hohenschild geboren. Aus gesundheitlichen Gründen ging sein Vater 1842 als Kammerdirektor des Grafen zu Erbach-Schönberg mit der Familie nach König, dem heutigen Bad König im Odenwald. Die Kinder wurden zunächst von Privatlehrern unterrichtet. Ab 1852 besuchte Carl Weyprecht das Humanistische Gymnasium der Stadt Darmstadt, wechselte aber schon nach einem Jahr auf die Höhere Gewerbeschule, aus der die heutige Technische Universität Darmstadt hervorgegangen ist.

### Militärische Laufbahn
Im Alter von 18 Jahren trat Weyprecht 1856 in die österreichisch-ungarische Kriegsmarine ein. 1861 zum Fähnrich zur See befördert fuhr er auf der Fregatte Radetzky unter dem Kommando Wilhelm von Tegetthoffs, der seine naturwissenschaftlichen Neigungen förderte. 1865 studierte er den Vortrag des Geografen August Petermann, den dieser am 23. Juli auf der Geografenversammlung in Frankfurt am Main gehalten hatte. Petermann hatte ausgeführt, dass eine deutsche Nordfahrt ausgerüstet werden sollte, um in die – wie er annahm – eisfreien Gewässer zwischen Spitzbergen und Nowaja Semlja und vielleicht sogar bis zum Nordpol vorzudringen. Weyprecht sagte Petermann seine Unterstützung zu und bot ihm im März 1866 an, eine solche Expedition mit 2000 Talern zu finanzieren und zu leiten. Durch den Ausbruch des Deutschen Kriegs nahm der Plan aber keine konkrete Gestalt an.
Weyprecht zeichnete sich in der gegen die italienische Flotte gewonnenen Seeschlacht von Lissa als Navigationsoffizier auf der Panzerfregatte Drache aus. Anschließend wurde er auf dem Raddampfer Elisabeth nach Mexiko zur Unterstützung Kaiser Maximilians entsandt. Als die Elisabeth 1868 nach Pula zurückkehrte, reiste er zu Petermann, um seine Arktispläne doch noch umzusetzen. Man kam überein, dass Weyprecht ein kleines Schiff an die Ostküste Grönlands führen sollte, um erste Erfahrungen in der Arktis zu sammeln. Als Weyprecht aber einen Rückfall seiner in der Karibik erworbenen Malariaerkrankung erlitt, beauftragte Petermann den Kapitän Carl Koldewey mit der Leitung der Ersten Deutschen Nordpolar-Expedition.

### Erste Arktisfahrt

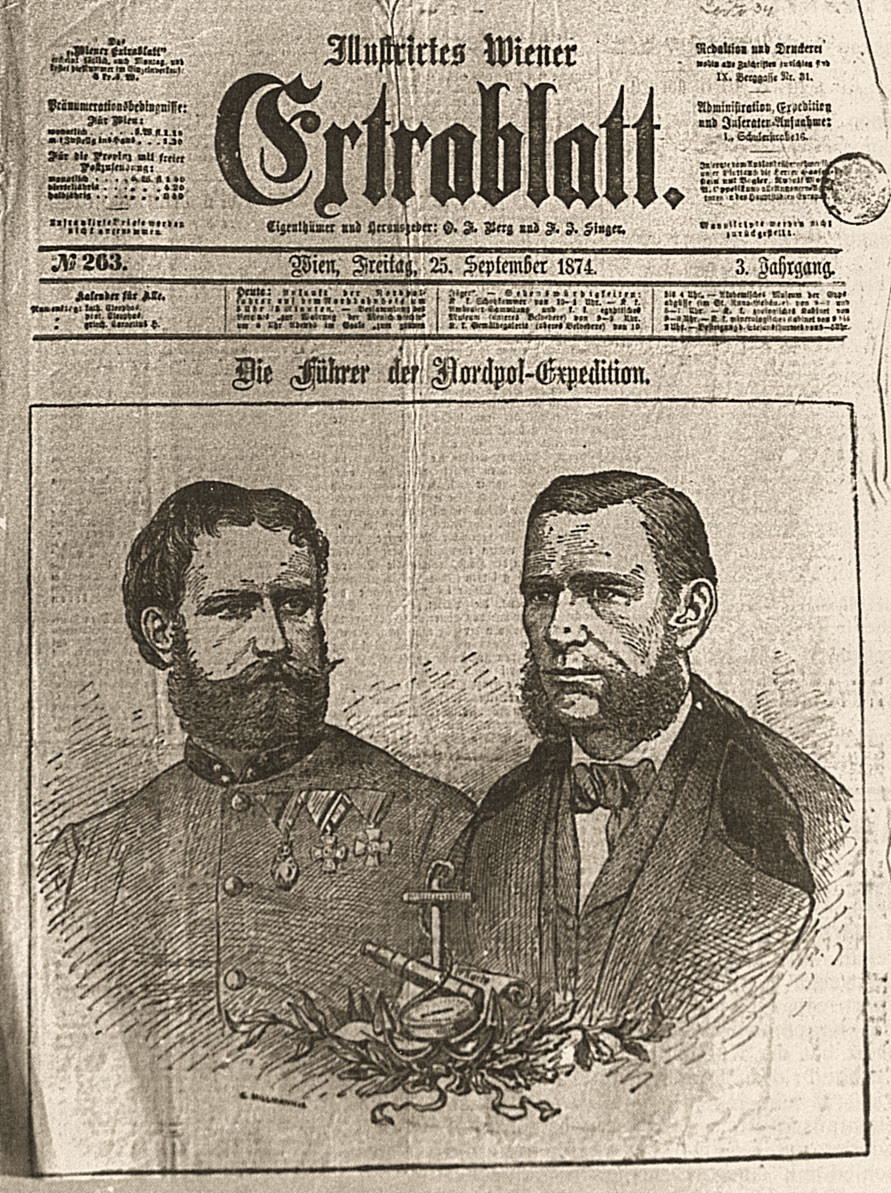
Carl Weyprecht (rechts) mit Julius Payer auf der Titelseite des Illustrierten Wiener Extrablattes am 25. September 1874

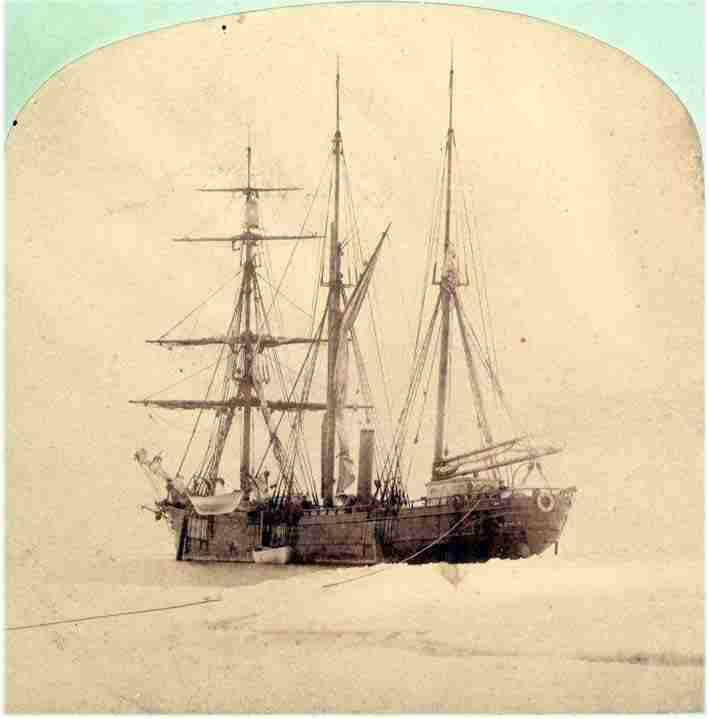
Die Tegetthoff, etwa 1872, im Eis

1869 und 1870 kartierte Weyprecht die östliche Adriaküste. 1870 wurde er zur wissenschaftlichen Beobachtung der totalen Sonnenfinsternis vom 22. Dezember nach Tunis abkommandiert. Bereits im Herbst hatte Weyprecht Julius Payer kennengelernt, der gerade von der Zweiten Deutschen Polarexpedition zurückgekehrt war. Die Männer verabredeten eine gemeinsame Erkundungsfahrt in das Gebiet nordöstlich von Spitzbergen für den Sommer 1871. Die genauen Absprachen wurden mit Petermann im Frühjahr 1871 getroffen. Als Geldgeber fungierten einerseits Petermann, der noch über Mittel aus Spendengeldern für die vorangegangenen Expeditionen verfügte, andererseits Graf Hans Wilczek, Kaiser Franz Joseph I. und die Frankfurter Geographische Gesellschaft. Die Expedition verließ Tromsø an Bord der Isbjørn am 21. Juni 1871. Die Eisverhältnisse waren in diesem Jahr günstig, und das Schiff erreichte in der Barentssee am 1. September die Position von 78° 43′ N und 42° 30′ O bei nur leichtem Treibeis. Petermann sah die von ihm vertretene Theorie vom eisfreien Nordpolarmeer bestätigt und drängte auf eine weitere Expedition mit einem größeren Schiff.

### Österreichisch-Ungarische Nordpolexpedition
Im Frühjahr 1872 wurde in Wien ein Zentralausschuss zur Förderung der österreichischen Nordpolexpedition gegründet, der in kurzer Zeit enorme private Mittel einwerben konnte. Wichtigster Förderer war erneut Graf Wilczek. Es wurde beschlossen, dass Weyprecht zur See, Payer aber an Land das Kommando führen sollte. Am 13. Juni lichtete der Schraubendampfer Admiral Tegetthoff in Bremerhaven den Anker. In Tromsø wurde der Eismeister Elling Olaf Carlson an Bord genommen, die restliche Mannschaft bestand ausschließlich aus Österreichern verschiedener Nationalitäten.
Am 21. August wurde die Admiral Tegetthoff im Eis eingeschlossen und driftete mit diesem nach Nordwesten. Das Schiff kam auch im Sommer 1873 nicht frei. Am 30. August sichtete man im Norden Land, dem Weyprecht den Namen „Kaiser-Franz-Joseph-Land“ gab. Am 1. November 1873 hatte sich das Schiff der Wilczek-Insel so weit genähert, dass die Besatzung an Land gehen konnte. Während Payer im Frühjahr 1874 das neu entdeckte Land erforschte und am Kap Fligely fast den 82. Breitengrad erreichte, blieb Weyprecht auf dem Schiff. Am 20. Mai gab er die Admiral Tegetthoff auf und führte die Mannschaft unter Mitnahme von Schlitten und Booten nach Süden. Bei Nowaja Semlja begegneten sie russischen Schiffen, die sie zurück nach Norwegen brachten.

### Erstes Internationales Polarjahr
1875 unterbreitete Weyprecht den Vorschlag, die Arktis in internationaler Zusammenarbeit systematisch zu erforschen. Dazu sollten Forschungsstationen rund um den Nordpol errichtet werden. Weyprechts unablässige Arbeit an diesem Projekt führte schließlich dazu, dass der 2. Internationale Meteorologische Kongress 1879 in Rom die Durchführung eines Internationalen Polarjahrs beschloss. Weyprecht wurde Mitglied der zunächst von Georg von Neumayer geleiteten Internationalen Polarkommission, die sich um die Vorbereitung kümmerte. In der Folge wurden von elf Staaten 14 Stationen errichtet (12 auf der Nord- und zwei auf der Südhalbkugel), in denen 1882/83 über einen Zeitraum von zwölf Monaten ein abgestimmtes wissenschaftliches Programm durchgeführt wurde.
Carl Weyprecht erlebte die Krönung seines Lebenswerks nicht mehr. Er starb am 29. März 1881 in Michelstadt an Lungentuberkulose, nachdem sein Bruder Robert Weyprecht, Arzt, den bereits im Sterben Liegenden in einem Salonwagen des österreichischen Kaisers von Wien zu sich nach Hause geholt hatte. Er wurde am 31. März 1881 neben seinem Vater auf dem Friedhof in König bestattet.

## Ehrungen

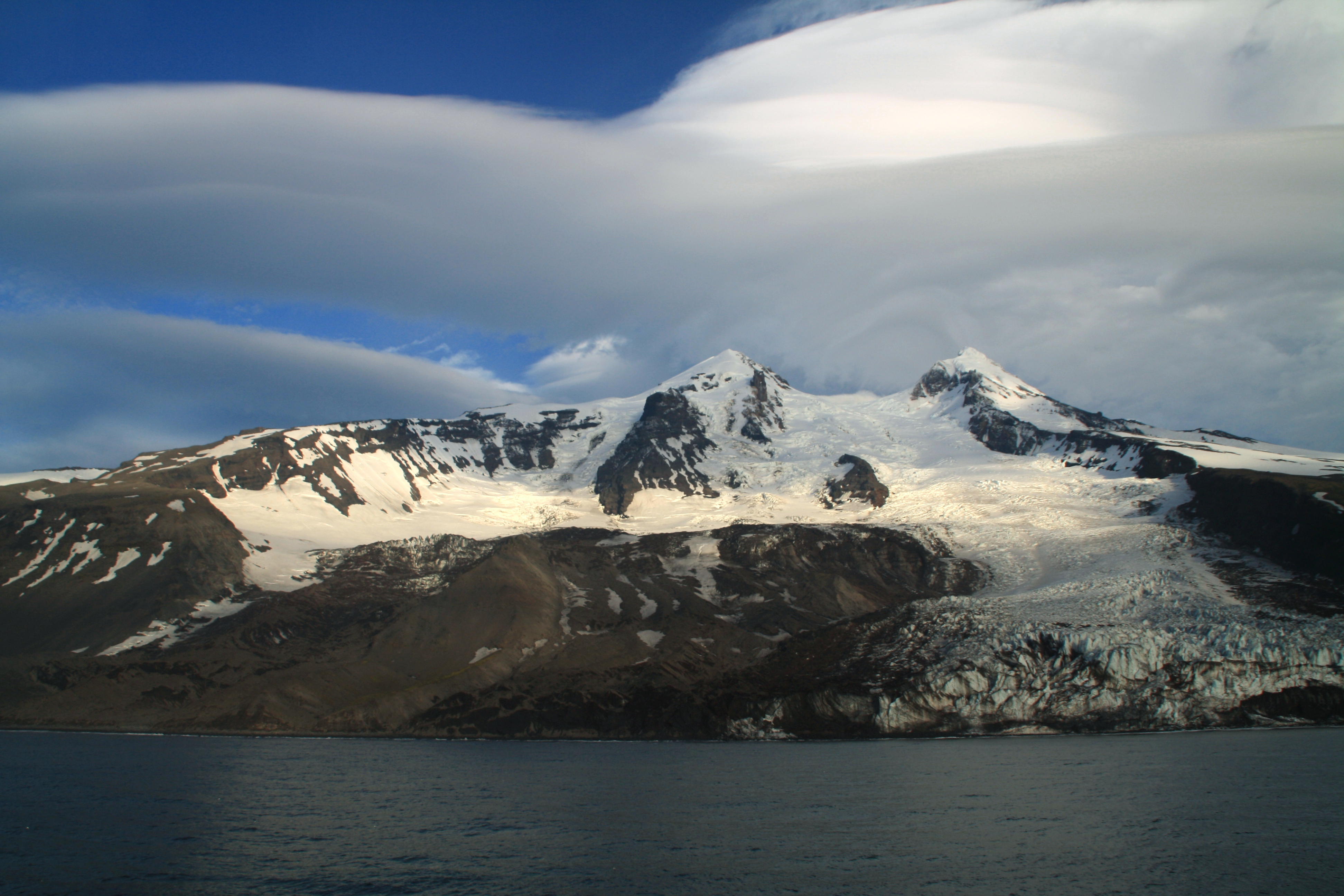
Weyprecht-Gletscher, Jan Mayen

Carl Weyprecht wurde schon zu Lebzeiten vielfach geehrt. Die Royal Geographic Society in London verlieh ihm 1874 ihre Goldmedaille. Fiume ernannte ihn zum Ehrenbürger, die Frankfurter Geographische Gesellschaft zum Ehrenmitglied.
Weyprecht konnte zwar verhindern, dass Petermann eine Insel des Franz-Josef-Lands nach ihm benannte, später erhielten aber dennoch geografische Orte seinen Namen, wie der Weyprecht-Gletscher auf der Insel Jan Mayen, der Weyprecht-Fjord im Norden Grönlands, die Weyprechtberge in der Ostantarktis, die Weyprechtbucht in Franz-Josef-Land und ein Kap im Osten der Insel Spitzbergen an der Hinlopenstraße.
Die Deutsche Gesellschaft für Polarforschung vergibt seit 1967 die Weyprecht-Medaille für herausragende wissenschaftliche Leistungen in den Polargebieten.
Bad König gewährt Carl Weyprecht ein Ehrengrab. Die örtliche schulformübergreifende Integrierte Gesamtschule trägt seinen Namen ebenso wie ein Rundwanderweg des Odenwaldklubs.
Nach Carl-Weyprecht benannte Straßen gibt es unter anderem in Wien (⊙), Graz (⊙), Klagenfurt (⊙), Unterwagram (⊙), Mödling (⊙), München (⊙), Darmstadt (⊙), Michelstadt (⊙), Bad König (⊙), und Alzey (⊙). Eine Kaserne in Wien trägt den Namen Vega-Payer-Weyprecht-Kaserne.

## Museale Rezeption

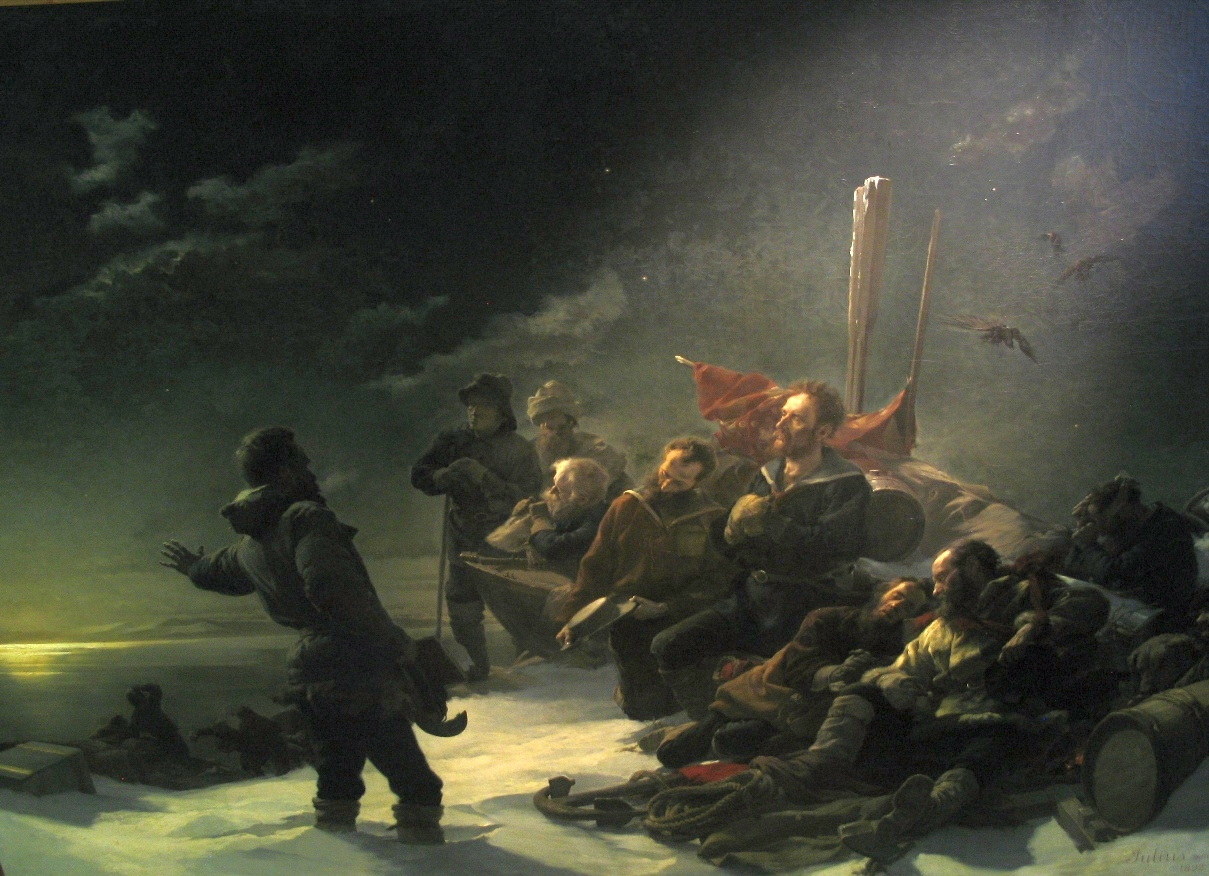
Julius von Payer: Nie zurück! (HGM)

Im Marinesaal des Wiener Heeresgeschichtlichen Museums ist die Österreichisch-Ungarische Nordpolexpedition im Detail dokumentiert. Zu sehen sind u. a. zahlreiche Gemälde von Julius Payer, darunter das Monumentalgemälde Nie zurück. In diesem Bild ist jene Situation dargestellt, als der Kommandant des Expeditionsschiffes, Linienschiffsleutnant Carl Weyprecht, die Mannschaft nach dem Verlassen des Schiffes zum Weitermarsch Richtung Süden überredete.